# Karene (distrito)
Karene é um distrito da Província do Noroeste, em Serra Leoa, sendo um dos dezesseis distritos que compõem o país. A capital e maior cidade do distrito de Karene é Kamakwie. Karene, juntamente com o distrito de Falaba, são os dois novos distritos de Serra Leoa formados em dezembro de 2017, após terem sido ratificados pelo Parlamento da Serra Leoa no governo do ex-presidente Ernest Bai Koroma.